# 山田梨奈
山田 梨奈（やまだ りな、1988年5月27日 - ）は、日本の女優。熊本県出身。劇団M.M.C退団。現在劇団天然ポリエステル所属。

## 略歴
1988年（昭和63年）、熊本県生まれ。
菊陽町立菊陽中学校、熊本県立菊池高等学校を卒業後、上京。
2011年3月まで ドワンゴクリエイティブスクール3期生として在籍。
同年4月劇団M.M.Cに所属。

## 人物
- 趣味：舞台鑑賞
- 特技：歌、イラスト、水泳（遠泳）、熊本弁、声真似
- 座右の銘は「猪突猛進で全力全壊！」

## 出演

### 舞台
- 劇団クロックガールズ「金ない、愛ない、屋根はある」(2011年6月)
- 劇団MMCオリジナルバラエティーショー「MIRACLE6」(2011年7月)
- 劇団M.M.Cオリジナルミュージカル「星の王子さま」(2011年11月)
- 劇団M.M.C若手公演「セイギノミカタ〜未完成のヒーローたち〜」(2012年4月)

### テレビドラマ
- 刑事の証明3

### 映画
- 劇場版 仮面ライダーゼロワン REAL×TIME (2020年) - ムーアの本体 役

### バラエティ
- 竹中直人の大人の笑い

## ライブ
- MAGES「K-RYO杯」